# Taher Abouzeid
Taher Abouzeid (en árabe: عامر طاهر أبو زيد السيد‎; Asyut, Egipto, 1 de abril de 1962) es un exfutbolista y político de Egipto que jugó en la posición de mediapunta.

## Carrera

### Club
Jugó toda su carrera con el Al-Ahly SC de 1980 a 1993 con el que anotó 189 goles en 393 partidos, ganó siete títulos de liga, ocho de copa, la Copa Africana de Clubes Campeones en dos ocasiones y una Copa Afroasiática.

### Selección nacional
Jugó para Egipto en 57 ocasiones de 1982 a 1990 y anotó 13 goles; ganó dos veces la Copa Africana de Naciones y participó en los Juegos Olímpicos de Los Ángeles 1984 y la Copa Mundial de Fútbol de 1990, además de jugar para la selección juvenil en la Copa Mundial de Fútbol Sub-20 de 1981 donde fue el goleador del torneo.

## Política
Fue ministro del Deporte de Egipto, además de haber formado parte de la mesa directiva del Al-Ahly SC y miembro del Nuevo Partido Wafd.

## Logros

### Individual
- Goleador de la Copa Mundial de Fútbol Sub-20 de 1981.
- Goleador de la Copa Africana de Naciones 1984.
- Equipo Ideal de la Copa Africana de Naciones 1986.

### Selección nacional
- Copa Africana de Naciones: 1986

### Club
- Liga Premier de Egipto: 1980–81, 1981–82, 1984–85, 1985–86, 1986–87, 1988–89.
- Copa de Egipto: 1980–81, 1982–83, 1983–84, 1984–85, 1988–89, 1990–91, 1991–92, 1992–93
- Liga de Campeones de la CAF: 1982, 1987
- Recopa Africana: 1984, 1985, 1986
- Copa Afroasiática: 1988